# Lista de reitores da Universidade Federal do Rio de Janeiro
Esta é uma lista de reitores da Universidade Federal do Rio de Janeiro (UFRJ).
| Nº | Reitor(a)                                          | Período      |
| -- | -------------------------------------------------- | ------------ |
| 1  | Benjamim Franklin de Ramiz Galvão                  | 1920 – 1925  |
| 2  | Afonso Celso de Assis Figueiredo Júnior            | 1925 – 1926  |
| 3  | Juvenil da Rocha Vaz                               | 1926 – 1926  |
| 4  | Manuel Cícero Peregrino da Silva                   | 1926 – 1930  |
| 5  | João Martins de Carvalho Mourão                    | 1930 – 1931  |
| 6  | Fernando Augusto Ribeiro de Magalhães              | 1931 – 1934  |
| 7  | Cândido Luiz Maria de Oliveira Filho               | 1934 – 1934  |
| 8  | Raul Leitão da Cunha                               | 1934 – 1945  |
| 9  | Inácio Manuel Azevedo do Amaral                    | 1945 – 1948  |
| 10 | Pedro Calmon Moniz de Bittencourt                  | 1948 – 1950  |
| 11 | Deolindo Augusto de Nunes Couto                    | 1950 – 1951  |
| 12 | Pedro Calmon Moniz de Bittencourt                  | 1951 – 1966  |
| 13 | Clementino Fraga Filho                             | 1966 – 1967  |
| 14 | Raymundo Augusto de Castro Moniz de Aragão         | 1966 – 1969  |
| 15 | Djacir Lima Menezes                                | 1969 – 1973  |
| 16 | Hélio Fraga                                        | 1973 – 1977  |
| 17 | Luiz Renato Carneiro da Silva Caldas               | 1977 – 1981  |
| 18 | Adolfo Polilo                                      | 1981 – 1985  |
| 19 | Horácio Cintra de Magalhães Macedo                 | 1985 – 1989  |
| 20 | Alexandre Pinto Cardoso                            | 1989 – 1990  |
| 21 | Nelson Maculan Filho                               | 1990 – 1994  |
| 22 | Paulo Alcântara Gomes                              | 1994 – 1998  |
| 23 | José Henrique Vilhena de Paiva                     | 1998 – 2002  |
| 24 | Carlos Francisco Theodoro Machado Ribeiro de Lessa | 2002 – 2003  |
| 25 | Sergio Eduardo Longo Fracalanzza                   | 2003 – 2003  |
| 26 | Aloísio Teixeira                                   | 2003 – 2011  |
| 27 | Carlos Antônio Levi da Conceição                   | 2011 – 2015  |
| 28 | Roberto Leher                                      | 2015 – 2019  |
| 29 | Denise Pires de Carvalho                           | 2019 – 2023  |
| 30 | Carlos Frederico Leão Rocha                        | 2023 – 2023  |
| 31 | Roberto de Andrade Medronho                        | 2023 – atual |